# هوواسور
هوواسور(نام علمی: Hovarus) نام یک سرده از تانگاخزندگان است.